# Nova Cygni 1920
V476 Cygni sau  Nova Cygni 1920 a fost o novă care a explodat în  constelația Cygnus în 1920. A atins atunci 2.0 magnitudini aparente, astăzi având doar o magnitudine de 17.09.

## Coordonate
- Ascensie dreaptă: 19h 58m 24,6s
- Declinație:  +53° 37’ 07"